# Wahrstorf

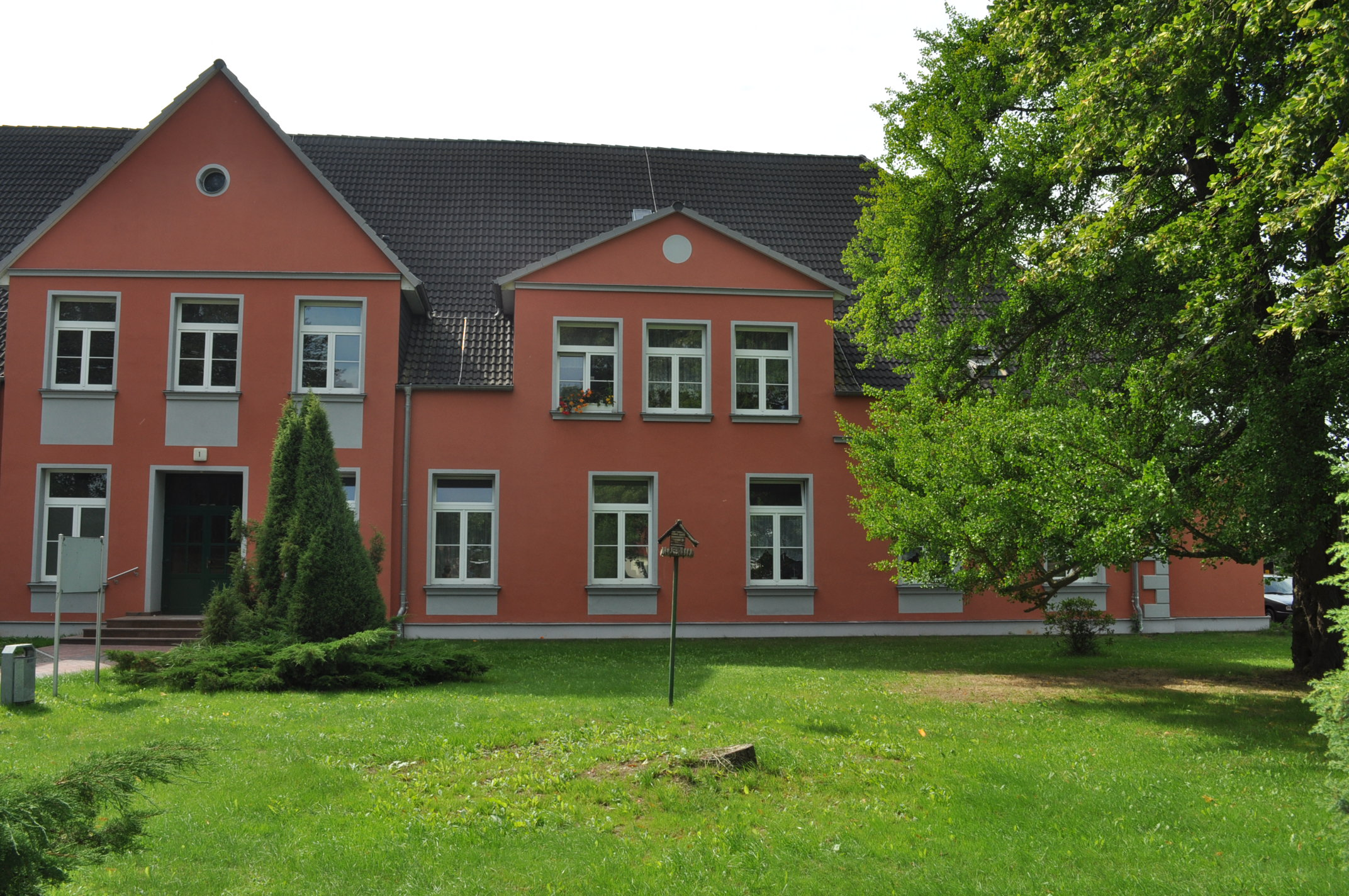
Gutshaus Wahrstorf (2010)

Wahrstorf ist ein Ortsteil der Gemeinde Pölchow im Amt Warnow-West, Landkreis Rostock. Der Ort liegt sieben Kilometer südlich der Stadtgrenze der Hansestadt Rostock an der L132. Die direkten Nachbardörfer sind Buchholz, Huckstorf und Pölchow. Wahrstorf gehört zur Kirchgemeinde Buchholz.

## Geschichte
Wahrstorf wurde, wie seine beiden Nachbardörfer Pölchow und Huckstorf, vermutlich im 13. Jahrhundert als Bauerndorf gegründet. 1337 wurde Wardestorppe erstmals erwähnt. Die ursprüngliche Dorfform war die eines Angerdorfes.
Am 1. Juli 1950 wurde Wahrstorf nach Pölchow eingemeindet.

## Gut Wahrstorf
Die Bildung des Gutes Wahrstorf begann Ende des 18. Jahrhunderts. In diesen Zeitraum fällt auch der Bau des noch heute existierenden Gutshauses. Es wurde im Verlauf zweier Jahrhunderte mehrfach umgebaut und umgenutzt. Besitzer des Gutes waren die Familien Bernhard Julius Christoph Stein und Erben (1781–1795) und die Familie eines Majors von Bilow. Eine Nachfahre war ebenso Major, Joachim Franz Detloff von Bilow und Erben (1796–1832), der auch bis zur Gütertrennung 1802 im Besitz des Gutes Brookhusen war. Von 1836 bis 1882 war das Gut im Meyerischen Besitz. Unter Peter Meyer wurde 1843 eine am Zufahrtsweg rechtsseitig liegende Tagelöhnerkate errichtet, die nach dem Brand der Pölchower Schule kurzfristig als Ersatzschule diente. 1847 wurde auf der linken Seite des Weges eine weitere Kate gebaut. 1869 wurde unter Peter Adolf Heinrich Georg Meyer die auf dem Gut gelegene Ziegelei in Betrieb genommen.
1882 ging das Gut mit 350 Hektar Ackerfläche und 50 Hektar Wiesen, Ziegelbetrieb, Rindtierhaltung sowie den Dampfmaschinen in den Besitz des Großherzoglichen Bauinspektors Friedrich Saniter über. Schwerpunkt der Gutswirtschaft bildete der Zuckerrübenanbau. Die Rüben verschiffte man über die Warnow in die Zuckerfabrik nach Rostock. Für den Transport wurde eine zwei Kilometer lange, festliegende Feldbahn benutzt, die ebenfalls für den Betrieb der nahe der Warnow gelegenen Ziegelei Anwendung fand. Die von Pferden gezogenen Loren transportierten vor allem landwirtschaftliche Güter, Dünger, Brenn- und Baumaterialien von oder zu den Feldern, sowie Eis für den Eiskeller.
1909 wurde der Hof von den Erben Saniters an Johannes Lüttmann verkauft, der den Wirtschaftshof bis zur Zwangsversteigerung 1929 behielt. In den zwei Jahrzehnten wurde eine kleine, aber qualitativ leistungsfähige und damals moderne Molkerei errichtet. Ebenso wurde eine Bäckerei eingerichtet und verpachtet.
1932 kaufte der Diplomat Ernst Ludwig Voss das Gut. Unter seiner Leitung begann sich die Gutswirtschaft zu erholen. Das Gut entwickelte sich zu einem anerkannten Saatgutbetrieb. Dazu wurde eine Handelsgärtnerei eingerichtet. Die Milchproduktion mit eingetragenem Zuchtvieh und die Verarbeitung in der Molkerei stellte einen wichtigen Bestandteil des Wirtschaftsbetriebes dar. Voss bemühte sich, die teils sehr schlechten Wohnbedingungen der auf dem Gut beschäftigten Landarbeiter durch bauliche Veränderungen zu verbessern. In der Zeit des Nationalsozialismus war Voss durch Gesetze gezwungen, das Land zu verpachten. Es gelang ihm nicht, im Laufe des Krieges die verworrenen Verwaltungsverhältnisse zu klären.
Seit März 1945 war das Gutshaus mit ostpreußischen Flüchtlingen belegt. Am 1. Mai 1945 rückten sowjetische Soldaten in Wahrstorf ein. Am 21. Juni übernahm der sowjetische Kommandant das Gut in Selbstbewirtschaftung.
Im Zuge der Bodenreform wurde das Gut im Dezember 1945 entschädigungslos enteignet.
Zu Beginn des 21. Jahrhunderts wurde das Gutshaus teilsaniert.
Im Gebäude befinden sich heute Wohnungen, ein Kindergarten im Seitenflügel, die Amtsräume des Bürgermeisters und der Gemeindevertretung, die  Räumlichkeiten des Dorfvereins mit Töpferei und Bibliothek sowie ein Festsaal mit Wintergarten. Sehenswert ist der historische Gutspark mit geschütztem Baumbestand. Gutshaus und Gutspark entwickeln sich zunehmend zum Gemeindezentrum der Gemeinde Pölchow.